# F. Kamiński
F. Kamiński – polski kompozytor działający w 2. połowie XVIII wieku.
Niewykluczone, że był na przełomie 1764/1765 członkiem kapeli jezuickiej w Krakowie. W Bibliotece Seminarium Duchownego w Sandomierzu zachowały się jego dwa utwory ze zbiorów J. Żolińskiego: Zori ex B na 2 skrzypiec, 2 klarnety, 2 rogi i bas (rękopis 33/A I 33) i Kącik ex B Koncik (Kątek) ex B na analogiczny skład (rękopis 35/A I 35). Oba utwory Kamińskiego utrzymane są w konwencji wczesnoklasycznej; ich tytuły wskazują na wywodzący się ze stylu galant rodzaj ilustracyjnej miniatury kameralnej, w której znajdują zastosowanie i recytatyw instrumentalny i technika wariacyjna.